# Uroplectes insignis
Espèce
Uroplectes insignis est une espèce de scorpions de la famille des Buthidae.

## Distribution
Cette espèce est endémique du Cap-Occidental en Afrique du Sud. Elle se rencontre dans la montagne de la Table.

## Description
La femelle syntype mesure 39 mm.

## Publication originale
- Pocock, 1890 : « A revision of the genera of Scorpions of the family Buthidae with descriptions of some South-African species. » Proceedings of the Zoological Society of London, vol. 10, p. 114–141 (texte intégral).